# Danny Wilson (voetballer, 1991)
Daniel Wilson (Livingston, 13 oktober 1991) is een Schots profvoetballer die doorgaans als centrale verdediger speelt. Sinds 2018 staat hij onder contract bij Colorado Rapids.

## Statistieken
| Seizoen | Club                     | Land             | Competitie            | Duels | Goals |
| ------- | ------------------------ | ---------------- | --------------------- | ----- | ----- |
| 2009/10 | Rangers FC               | Schotland        | Scottish Premiership  | 14    | 1     |
| 2010/11 | Liverpool FC             | Engeland         | Premier League        | 2     | 0     |
| 2011/12 | → Blackpool FC           | Engeland         | Championship          | 6     | 0     |
| 2012/13 | → Bristol City FC        | Engeland         | Championship          | 1     | 0     |
| 2012/13 | → Heart of Midlothian FC | Schotland        | Scottish Premiership  | 13    | 0     |
| 2013/14 | Heart of Midlothian FC   | Schotland        | Scottish Premiership  | 32    | 3     |
| 2014/15 | Heart of Midlothian FC   | Schotland        | Scottish Championship | 31    | 5     |
| 2015/16 | Rangers FC               | Schotland        | Scottish Championship | 30    | 1     |
| 2016/17 | Rangers FC               | Schotland        | Scottish Premiership  | 22    | 0     |
| 2017/18 | Rangers FC               | Schotland        | Scottish Premiership  | 14    | 3     |
| 2017/18 | Colorado Rapids          | Verenigde Staten | Major League Soccer   | 16    | 0     |
| Totaal  | Totaal                   | Totaal           | Totaal                | 181   | 13    |